# Gerald Carr
Gerald Paul Carr anomenat Gerry Carr (Denver, Colorado, 22 d'agost de 1932 - Albany, Estat de Nova York, 26 d'agost de 2020) va ser un astronauta estatunidenc.

## Biografia
Gerald Carr va néixer a Denver (Colorado) el 22 d'agost de 1932 però va créixer a Santa Ana, Califòrnia que considerava la seva ciutat natal. Era fill de Freda L. (Wright) i de Thomas E. Carr. Va ser actiu als Boy Scouts d'Amèrica on va arribat al seu rang més elevat, Eagle Scout. Oficial al Cos de Marines dels Estats Units d'Amèrica (USMC), Carr és seleccionat l'abril de 1966 al 5è grup d'astronautes de la NASA.
Membre de la tripulació de suport de la missió Apollo 8, al desembre de 1968, és Capsule Communicator (CAPCOM) en el vol d l'Apollo 12, al novembre de 1969. És així que conversa amb la tripulació en la fase d'enlairament, quan el coet és tocat pel llamp, sense conseqüència per a la resta de la missió.
El mateix any, és preseleccionat per ocupar la plaça de pilot del mòdul lunar de la missió Apollo 19. Però al setembre de 1970, per a raons pressupostàries, aquesta missió és anul·lada, així com la missió Apollo 18.
Gerald Carr és llavors redirigit cap al programa Skylab, primera estació espacial americana.

### Vol realitzat

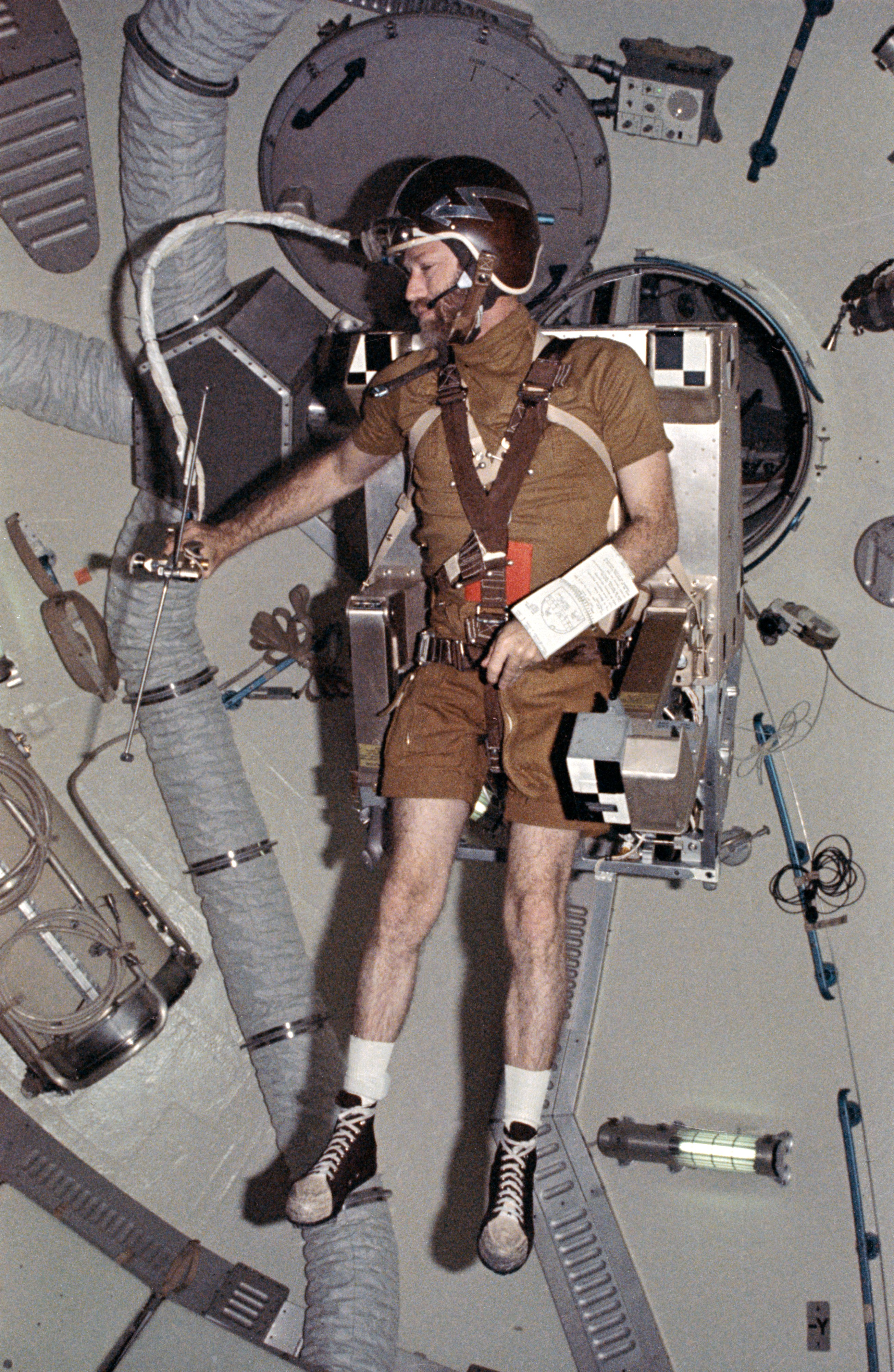
El 23 de desembre de 1973, Gerald Carr experimenta l'AMU a l'interior de l'estació espacial Skylab.

Gerald Carr només realitza un únic vol espacial, en qualitat de comandant de la missió Skylab 4, que arrenca el 16 de novembre de 1973. En la tornada, el 8 de febrer de 1974, la tripulació porta més de 84 dies i és rècord de durada de vol a l'espai. Aquest rècord serà batut quatre anys més tard pels Soviètics (vol Soiuz 26) i caldrà esperar el 1996 abans que el rècord nacional sigui batut, per Shannon Lucid (estada de sis mesos a bord de l'estació espacial russa Mir).
En el transcurs de la seva missió, Gerald Carr va experimentar l'Astronaut Maneuvering Equipment, a l'interior de l'estació: aquest equipament és concebut perquè un astronauta pugui desplaçar-se a l'espai sense estar connectat a la nau per un cordó umbilical. Els nord-americans no l'utilitzaran en condicions reals fins al cap de deu anys, el febrer de 1984, durant el desè vol del transbordador espacial (Manned Maneuvering Unit).
Gerald Carr efectua d'altra banda tres sortides extravehiculars, totalitzant a prop de deu hores fora de l'estació.
L'astronauta va abandonar la NASA el 1977 quan els nord-americans provaven la seva nova nau espacial a l’atmosfera: el transbordador espacial.

### Vida privada
Gerald Carr es va casar amb Joann Ruth Petrie, una companya d'institut. Van tenir dues parelles de bessons i sis fills en total. Es van divorciar i Gerry es va casar amb Patricia Musick, una artista i escultora, l'any 1979.